# Manuel Dias (escultor)
Manuel Dias (1688–1755), foi um artista português do barroco joanino, reconhecido como um dos mais hábeis escultores do seu tempo, dirigindo em Lisboa uma oficina que se distinguiu pela produção de imagens devocionais em madeira durante quatro décadas de actividade. Por ter produzido, ao longo da sua carreira, diversas imagens de Cristo Crucificado, ficou conhecido como “o Pai dos Cristos". Faleceu em Lisboa, no terramoto de 1 de Novembro de 1755.
A competência artística de Manuel Dias granjeou-lhe prestígio e estatuto junto de encomendadores e patronos, como Frei Baltasar da Encarnação, fundador da Irmandade da Caridade Geral.
O maior conjunto de imagens da autoria de Manuel Dias, devidamente documentadas, encontra-se no Real Edifício de Mafra, à guarda da Real e Venerável Irmandade do Santíssimo Sacramento de Mafra. 
Entre 8 de Novembro de 2018 e 3 de Março de 2019, esteve patente no Museu Nacional de Arte Antiga uma exposição de obras de Manuel Dias, intitulada “O Pai dos Cristos”.

## Galeria

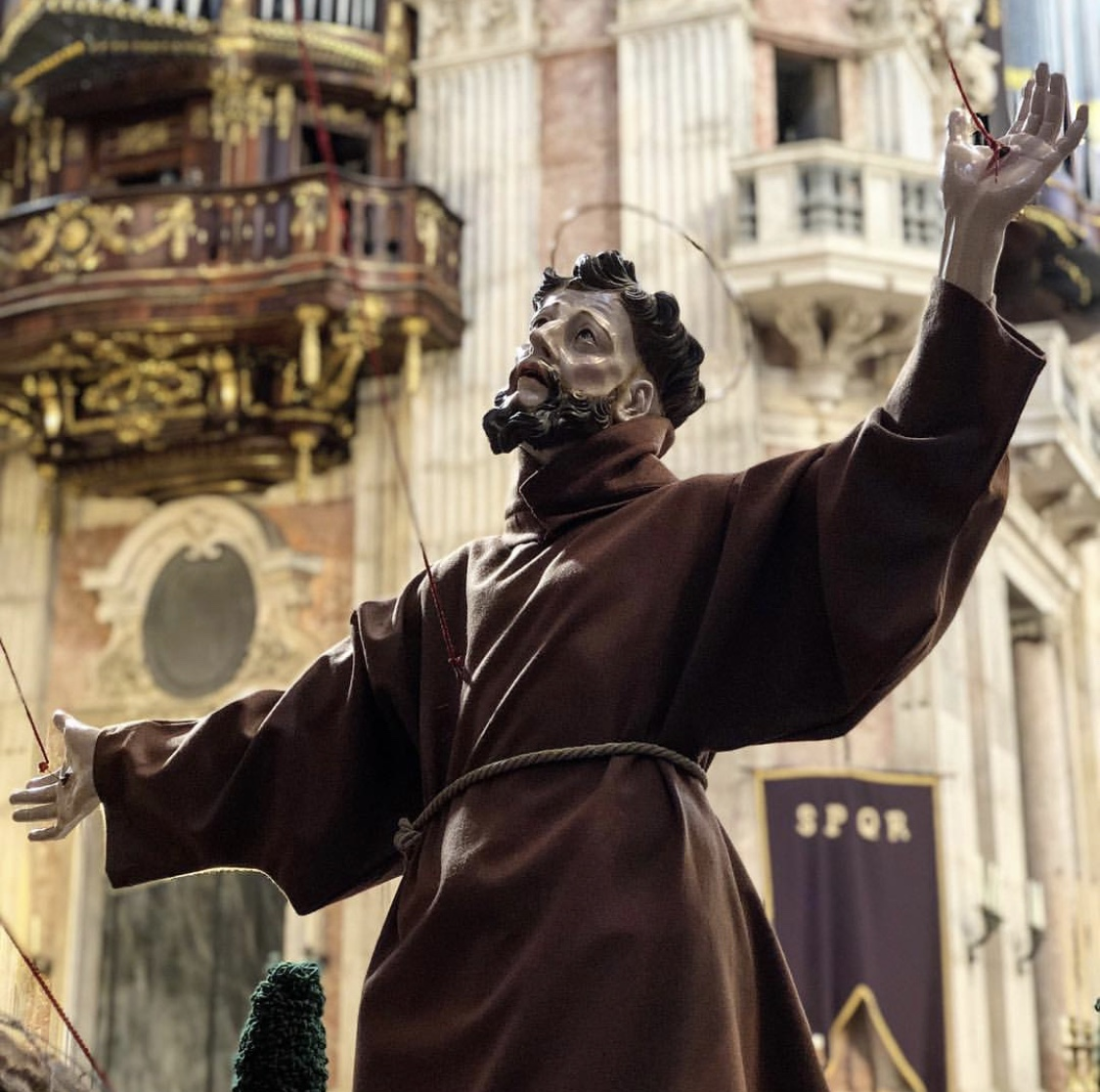
Escultura de São Francisco de Assis recebendo os estigmas no Monte Alverne, pertencente à Real e Venerável Irmandade do Santíssimo Sacramento de Mafra.
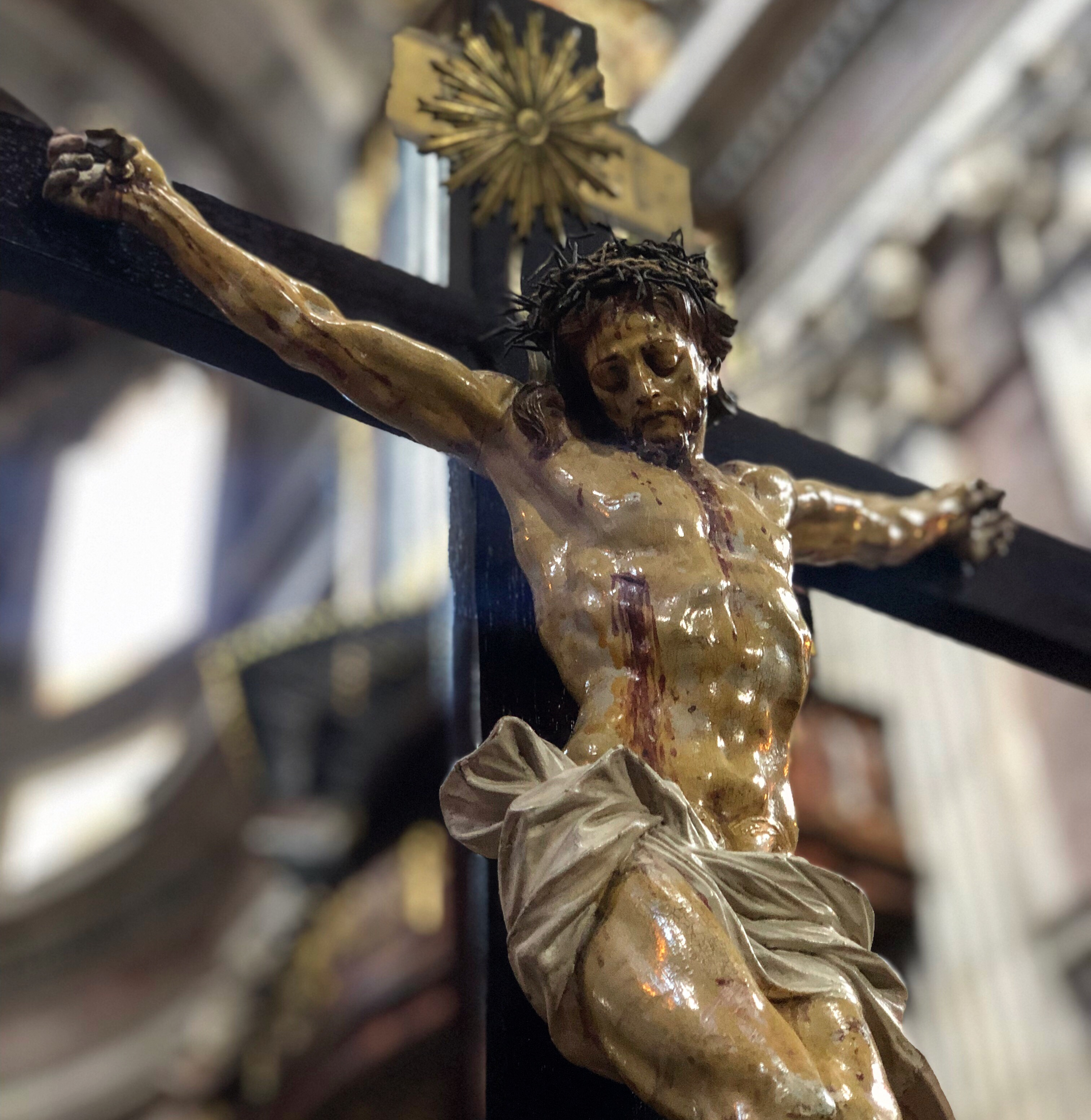
Cristo Crucificado, pertencente à Real e Venerável Irmandade do Santíssimo Sacramento de Mafra.
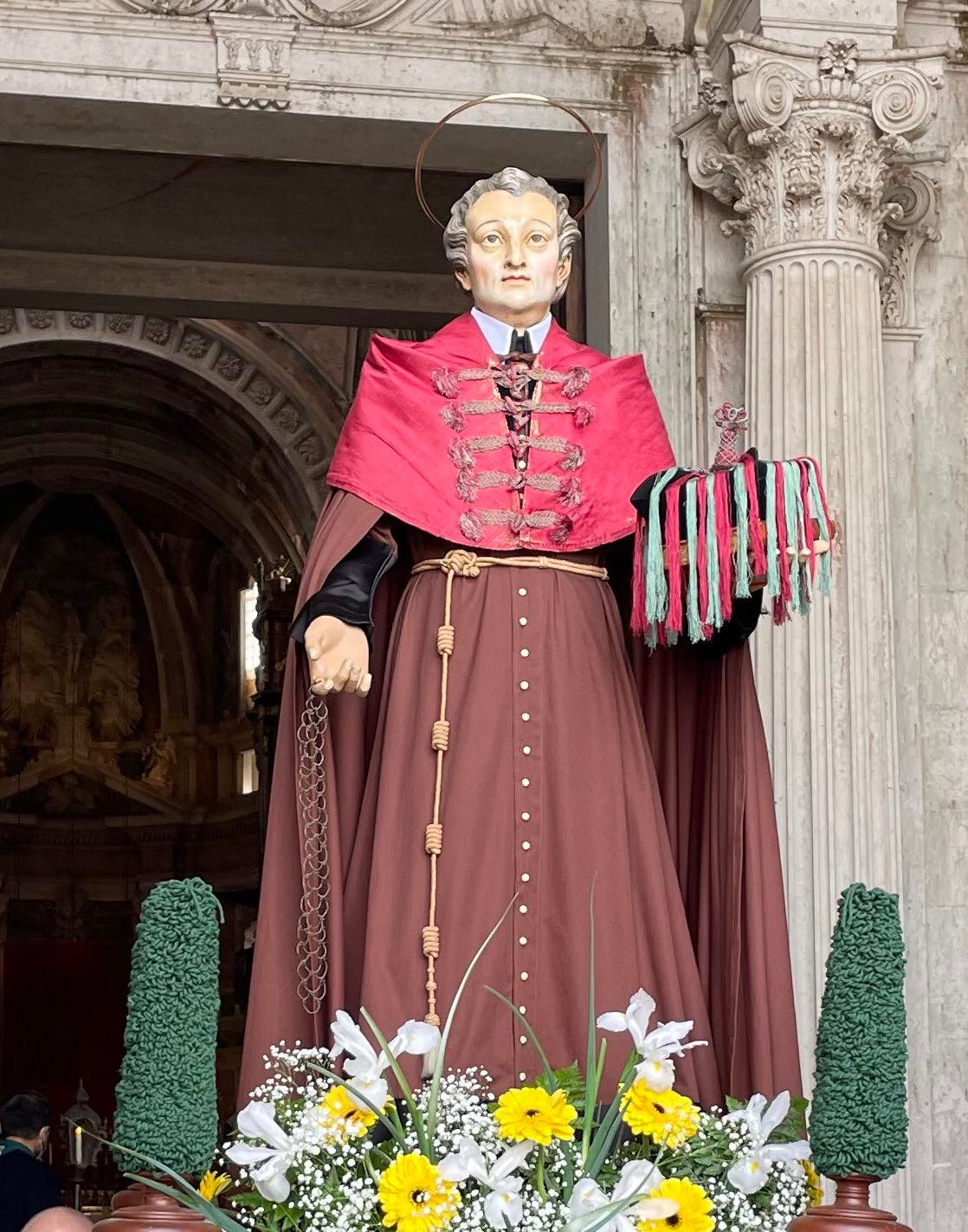
Escultura de Santo Ivo, pertencente à Real e Venerável Irmandade do Santíssimo Sacramento de Mafra.
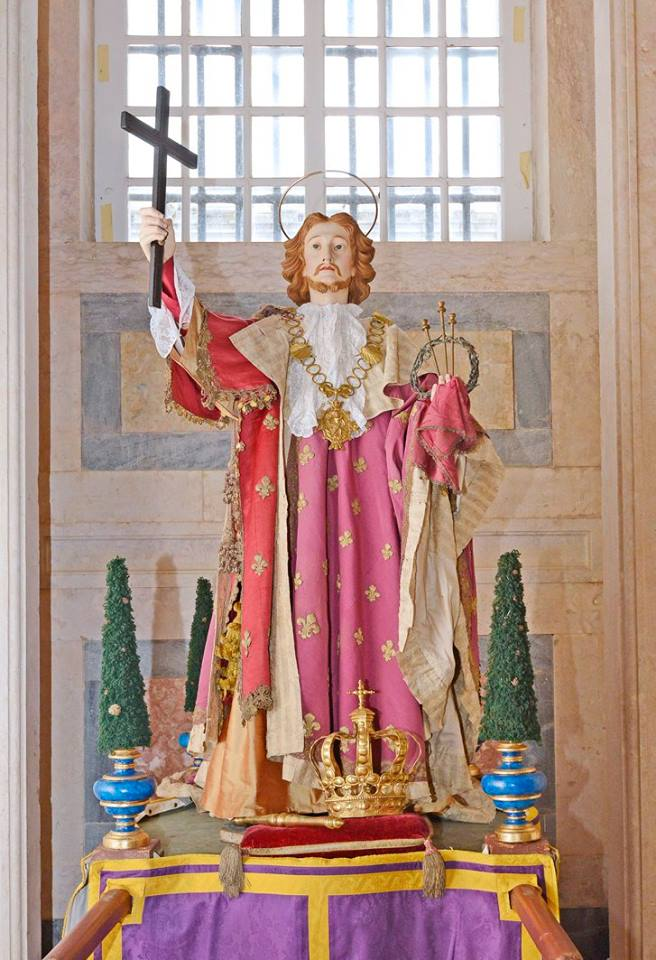
Escultura de São Luís de França, pertencente à Real e Venerável Irmandade do Santíssimo Sacramento de Mafra.